# Child Prey
Child prey – singel zespołu Dir En Grey wydany w 2002 roku. Piosenka została wykorzystana jako opening do anime Baki the Grappler. W nieco zmienionej wersji pojawiła się na albumie VULGAR. Trzy pozostałe to koncertowe wersje utworów z albumu Kisou.

## Lista utworów
Autorem tekstów jest Kyo. Muzykę do tytułowej piosenki skomponował Kaoru.
1. Child prey (3:51)
2. -kigan- [LIVE] (鬼眼 -kigan- [LIVE], 4:31)
3. Hydra [LIVE] (5:46)
4. Rasetsukoku [LIVE] (羅刹国 [LIVE], 4:40)